# Atalaya alata
Atalaya alata är en kinesträdsväxtart som först beskrevs av Sim, och fick sitt nu gällande namn av H. Forbes. Atalaya alata ingår i släktet Atalaya och familjen kinesträdsväxter. Inga underarter finns listade i Catalogue of Life.